# دریاچه آماتیتلان
دریاچه آماتیتلان (به اسپانیایی: Lago Amatitlán) یک دریاچه دهانه آتشفشانی در گواتمالا است که در اماتیتلان واقع شده‌است.